# Uti possidetis iure
L'uti possidetis iure és un principi de dret internacional segons el qual els litigants en un conflicte internacional conserven provisionalment el territori posseït al final d'un conflicte fins que sigui acordada una altra cosa per un tractat entre les parts. El terme sembla que deriva de l'expressió llatina «uti possidetis iure, ita possideatis», és a dir, «tal com posseïes de dret, continuaràs posseint»)
Aquest principi prové del dret romà, que autoritzava la part bel·ligerant a reclamar el territori que havia adquirit després d'una guerra. Més endavant, el terme ha estat utilitzat històricament per a legitimar conquestes territorials, per exemple, l'annexió de l'Alsàcia-Lorena per part de l'imperi alemany el 1871. Aquest principi va ser aplicat en finalitzar la Guerra de l'Orella de Jenkins (1739-1748) entre Espanya i el Regne Unit.

## Aplicació contemporània per a la delimitació de fronteres
Més recentment, el principi ha estat utilitzat per establir les fronteres de nous estats sorgits després d'un procés d'independència o descolonització, amb l'objecte d'assegurar que les fronteres mantinguessin els límits dels vells territoris colonials dels quals van emergir.
Simón Bolívar, en finalitzar les Guerres d'independència hispanoamericanes, va ser el primer a proposar que els països d'Hispanoamèrica emancipats conservessin les antigues fronteres de les colònies de l'Imperi Espanyol a Amèrica. És a dir, que els nous estats sorgits de la independència tinguessin les mateixes fronteres que tenien les colònies espanyoles l'any 1810, mentre no existís un tractat que les modifiqués. Va considerar l'any 1810 el darrer que la monarquia espanyola posseïa legítimament aquests dominis americans i, amb la independència, les fronteres inicials van ser les dels virregnats, capitanies generals o audiències dels antics territoris colonials existents en aquest any 1810.
Diversos països hispanoamericans s'han acollit posteriorment a aquest principi, com -per exemple- en el tractat de límits entre Xile i l'Argentina de 1881, que establia la frontera entre aquests dos països.
També va ser el principi rector del procés de descolonització de l'Àfrica.